# Aanwezig (roman)
Being There, in het Nederlands vertaald als Aanwezig, is een satirische roman uit 1970, geschreven door de in Polen geboren schrijver Jerzy Kosinski. De Nederlandse vertaling van de hand van Oscar Timmers verscheen in hetzelfde jaar bij De Bezige Bij.

## Verhaallijn
Het boek gaat over de eenvoudige tuinman Chance, wiens leven gevuld wordt door tuinieren en televisiekijken. Als hij na het overlijden van zijn werkgever uit huis moet, komt hij in de moderne wereld terecht, waar hij onbewust bijna iedereen in zijn ban brengt. Hij wordt een soort goeroe, omdat de mensen met wie hij in aanraking komt vermoeden dat er achter zijn simpele opmerkingen over tuinieren een grote wijsheid schuilgaat.

## Kritiek
Sommige critici beweren dat Jerzy Kosinski plagiaat heeft gepleegd met Aanwezig, hij zou het verhaal hebben overgenomen van het Poolse boek Kariera Nikodema Dyzmy van Tadeusz Dołęga-Mostowicz.

## Verfilming
De roman werd in 1979 verfilmd onder dezelfde naam (Being There) door regisseur Hal Ashby. Peter Sellers speelde de rol van Chance.